# ジェノーラ
ジェノーラ（伊: Genola）は、イタリア共和国ピエモンテ州クーネオ県にある、人口約2,600人の基礎自治体（コムーネ）。

## 地理

### 位置・広がり

#### 隣接コムーネ
隣接するコムーネは以下の通り。
- フォッサーノ
- サヴィリアーノ

#### 地震分類
イタリアの地震リスク階級 (it) では、3
に分類される。

## 姉妹都市
- Marcos Juárez、アルゼンチン